# Janibek Khan
Janibek Khan (o Jani Beg Khan) fou kan de l'horda dels kazakhs. Va succeir al seu pare Burrak Khan a l'Horda Blanca, juntament amb el seu germà Karai Khan (Girai Khan), que era segurament el germà gran. Segons l'historiador Abu-l-Ghazi el seu nom era Abu Said, però fou conegut com a Janibek Khan.
El 1459 diverses tribus uzbeques dirigides per Janibek Khan i Karai Khan, insatisfetes amb el govern d'Abu l-Khayr, van fugir del Kanat Uzbek en un esdeveniment conegut com la Gran Migració. Els dos germans van conduir els 200.000 nòmades cap al Mogolistan, establint-se i creant un estat independent en 1465 en les valls del Txu i el Talas, aliant-se amb el Khan de Moghulistan Esen Buqa II que els va oferir suport contra els seus oponents. El nou kanat aviat es va convertir en un estat coixí entre el Mogolistan i el Kanat Uzbek. Abu l-Khayr va envair el Kanat Uzbek el 1468 però tant ell com el seu fill Shaykh Haydar Khan van morir a mans de les tropes de Janibek.
Els fills d'Abu-l-Khayr van lluitar contra Janibek i Karai, i quan Mahmud Khan ibn Yunus Khan (1487-1508) de Mogolistan el 1488 va concedir el Turquestan a Shayban, el net d'Abu l-Khayr, els dos germans s'hi van oposar i van lluitar contra Mahmud; es van lliurar dues batalles i Mahmud, que havia esdevingut impopular entre els caps tribals per seus mètodes arbitraris, fou derrotat. Ahmed Kham, germà de Mahmud, va poder restablir la situació i va derrotar els kazakhs tres vegades.
A la mort del seu germà en 1473 o 1374, Janibek es va convertir en l'únic governant del kanat. Els dos van deixar nombrosos fills. El successor principal fou Burunduk Khan, fill de Karai (el que reforça la idea que aquest era el germà gran). Kassim Khan, fill de Karai Khan, li va estar subordinat.